# 楊登洲
楊登洲，中華民國（台灣）政治人物，曾以無黨籍身份在工人團體當選為第一屆第一、二、三次增額立法委員。